# René Goguen
René Goguen (født 15. december 1983) er en fransk-canadisk fribryder og bodybuilder, der nok bedst er kendt som René Duprée fra sin tid hos WWE, og nu som René Bonaparte i den japanske wrestling promotion HUSTLE.